# Wydział Rzeźby Akademii Sztuk Pięknych im. Jana Matejki w Krakowie

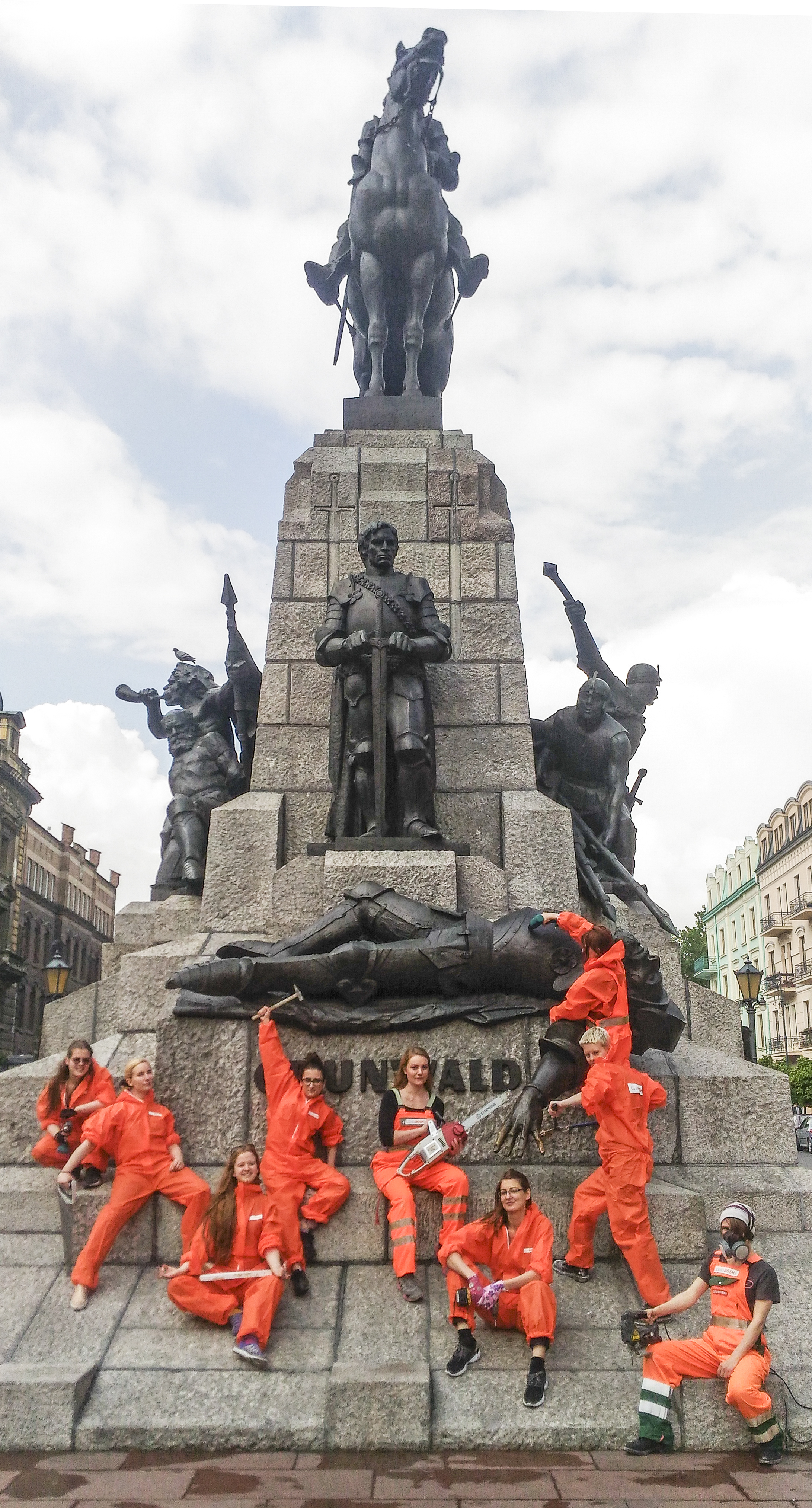
Studentki Wydziału Rzeźby ASP Kraków.

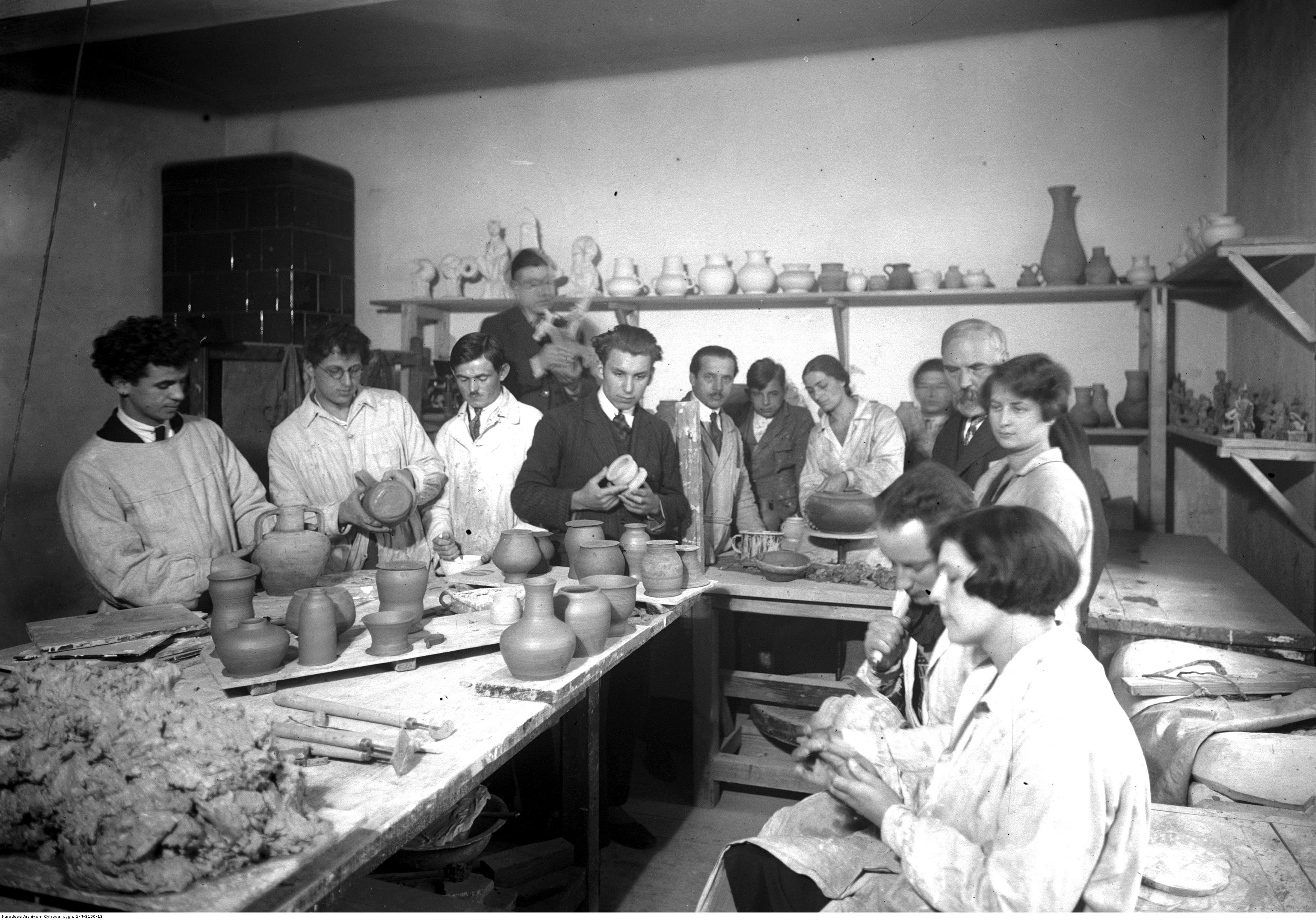
Studenci i studentki na kursach Konstantego Laszczki, 1928.

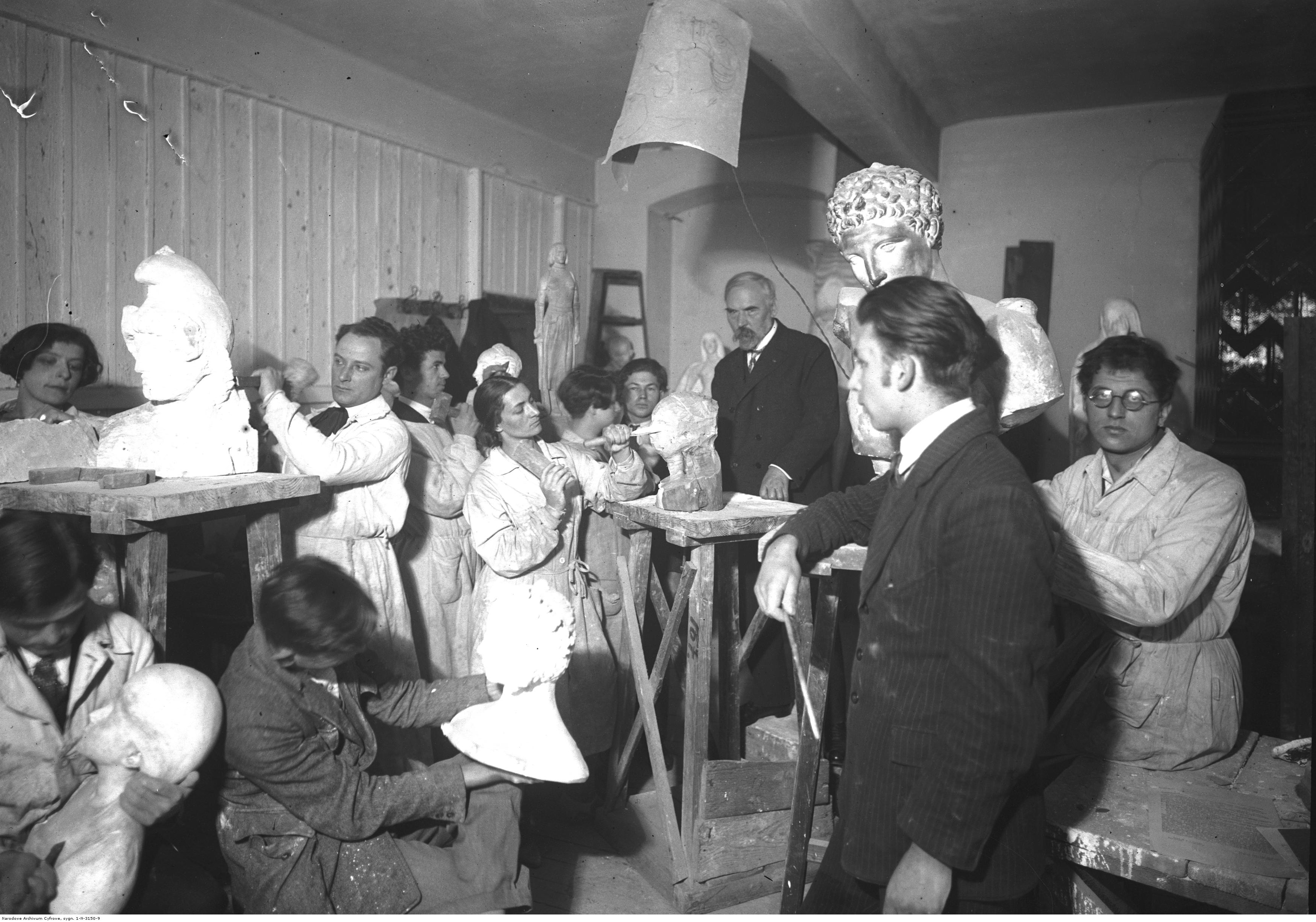
Konstanty Laszczka ze studentkami i studentami, 1928.

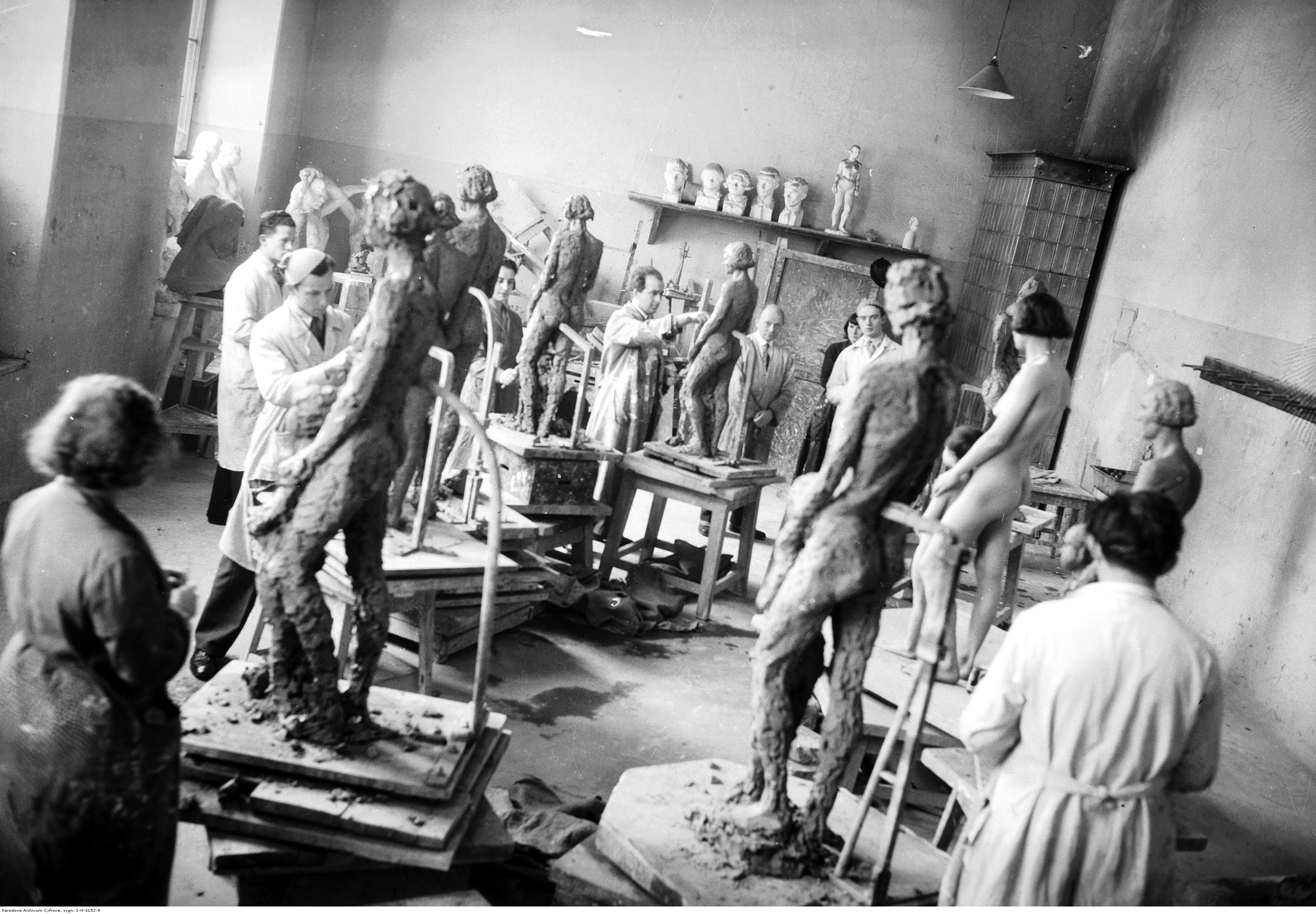
Studenci i studentki w pracowni rzeźby, 1933 r. W głębi widoczna Maria Jarema obok Xawery Dunikowski.

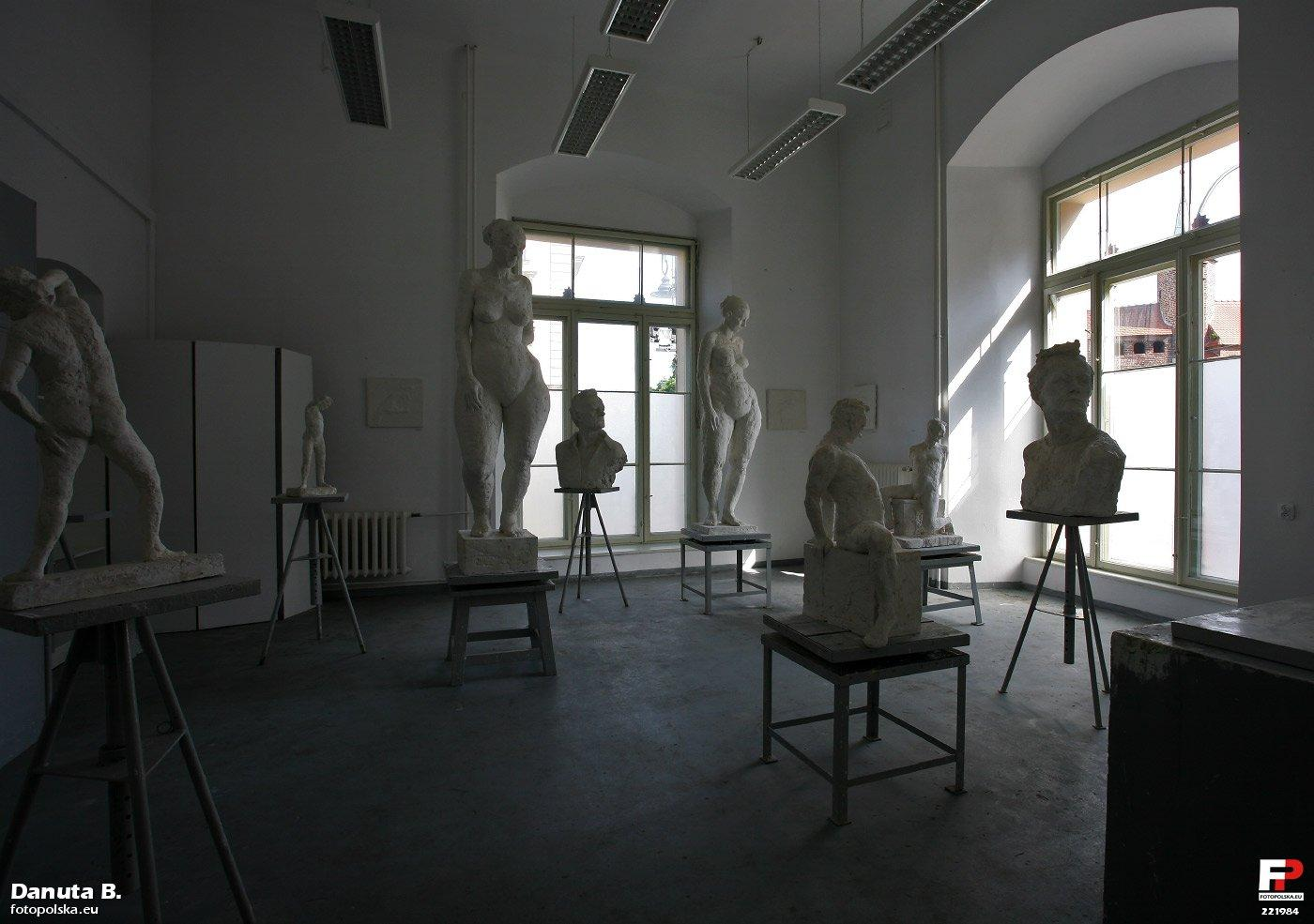
Pracownia rzeźby I roku, 2011 r.

Wydział Rzeźby Akademii Sztuk Pięknych im. Jana Matejki w Krakowie – jeden z siedmiu wydziałów Akademii Sztuk Pięknych im. Jana Matejki w Krakowie. Jego siedziba znajduje się w głównym budynku akademii, przy Placu Matejki 13 w Krakowie. Powstał w 1922 r., wcześniej istniały kursy rzeźby. Po latach okupacji w 1949 roku Wydział Rzeźby się reaktywował. Na wydziale uczyli: Xawery Dunikowski, Jacek Puget, Jerzy Bandura, Wanda Ślędzińska, Jarosław Heger, Marian Konieczny, Stefan Borzęcki.

## Struktura[5]

### Katedra Podstaw Kształcenia Kierunkowego
- Pracownia Podstaw Rzeźby[6]
- Pracownia Podstaw Kompozycji Przestrzennej[7]
- Pracownia Rysunku i Kompozycji na Płaszczyźnie[8]

### Katedra Rzeźby I
- Pracownia Rzeźby I[9]
- Pracownia Rzeźby II[10]
- Pracownia Rzeźby III[11]
- Pracownia Rzeźby IV[12]

### Katedra Rzeźby II
- Pracownia Rzeźby w Drewnie[13]
- Pracownia Rzeźby w Kamieniu[14]
- Pracownia Rzeźby w Ceramice[15]
- Pracownia Metalu[16]
- Pracownia Małej Formy Rzeźbiarskiej i Medalierstwa[17]
- Pracownia Intermedialne Rozszerzenie Warsztatu Rzeźbiarskiego[18][19]

### Katedra Rysunku
- Pracownia Rysunku I[20]
- Pracownia Rysunku II[21]
- Pracownia Rysunku III[22]

### Katedra Projektowania Architektoniczno – Rzeźbiarskiego
- Pracownia Rzeźby w Przestrzeni Publicznej[23]
- Pracownia Projektowania Architektoniczno-Rzeźbiarskiego[24]
- Pracownia Technik i Prezentacji i Kreacji Cyfrowej[25]
- Liternictwo

### Zakład Technik Prezentacji i Kreacji Cyfrowej
- Techniki cyfrowe 2D
- Techniki cyfrowe 3D
- Rzeźba Cyfrowa
- Portfolio
- Projekt aplikacja

### Laboratorium Technik i Technologii Rzeźbiarskich
- Warsztat odlewniczy
- Warsztat stolarski

Galeria „R”

## Kierunki studiów
- Rzeźba[27]

## Władze
- Dziekan: prof. Jan Tutaj[28]
- Prodziekan: dr Dobiesław Gała[29]

Źródło: Wydział Rzeźby

## Pedagodzy
Lista aktualnie pracujących pedagogów na Wydziale Rzeźby dostępna jest na stronie wydziałowej.

## Wybrani wykładowcy oraz absolwentki i znani studenci
| - Zofia Baltarowicz-Dzielińska - Karol Badyna - Jerzy Bandura - Jerzy Bereś - Wiesław Bielak - Piotr Bies - Ignacy Blaschke - Stefan Borzęcki - Henryk Burzec - Bronisław Chromy - Wanda Czełkowska - Alfred Daun - Iwona Demko - Wiesław Domański - Stefan Dousa - Xawery Dunikowski - Augustyn Dyrda | - Czesław Dźwigaj - Krystyna Fałdyga-Solska - Walery Gadomski - Józef Galica - Apolinary Głowiński - Joanna Grabowska - Gerard Grzywaczyk - Wacław Hagemajer - Antoni Hajdecki - Piotr Harasimowicz - Jan Herma - Karol Hukan - Stanisław Jagmin - Władysław Jania - Ewa Janus - Jadwiga Janus Łubniewicz - Maria Jarema | - Władysław Kandefer - Stanisław Klimowski - Marian Konieczny - Tadeusz Koper - Jacek Kucaba - Wincenty Kućma - Mariusz Kulpa - Henryk Kuna - Henryk Kunzek - Zygmunt Langman - Konstanty Laszczka - Stanisław Marcinów - Jacek Marek - Natalia Milan - Olga Niewska - Krzysztof Nitsch - Stanisław Kazimierz Ostrowski | - Witold Pichurski - Zygmunt Piekacz - Maria Pinińska-Bereś - Maciej Pęcak - Stanisław Popławski - Józef Potępa - Jacek Puget - Stanisław Rzecki - Bogusz Salwiński - Jan Siek - Jan Siuta - Józef Starzyński - Karolina Ściegienny - Wanda Ślędzińska - Balbina Świtycz-Widacka - Stanisław Szukalski - Bogusław Szwacz | - Roman Tarkowski - Jan Tutaj - Mieszko Tylka - Anna Walewska - Mariola Wawrzusiak-Borcz - Janusz Wątor - Henryk Wiciński |

## Galeria

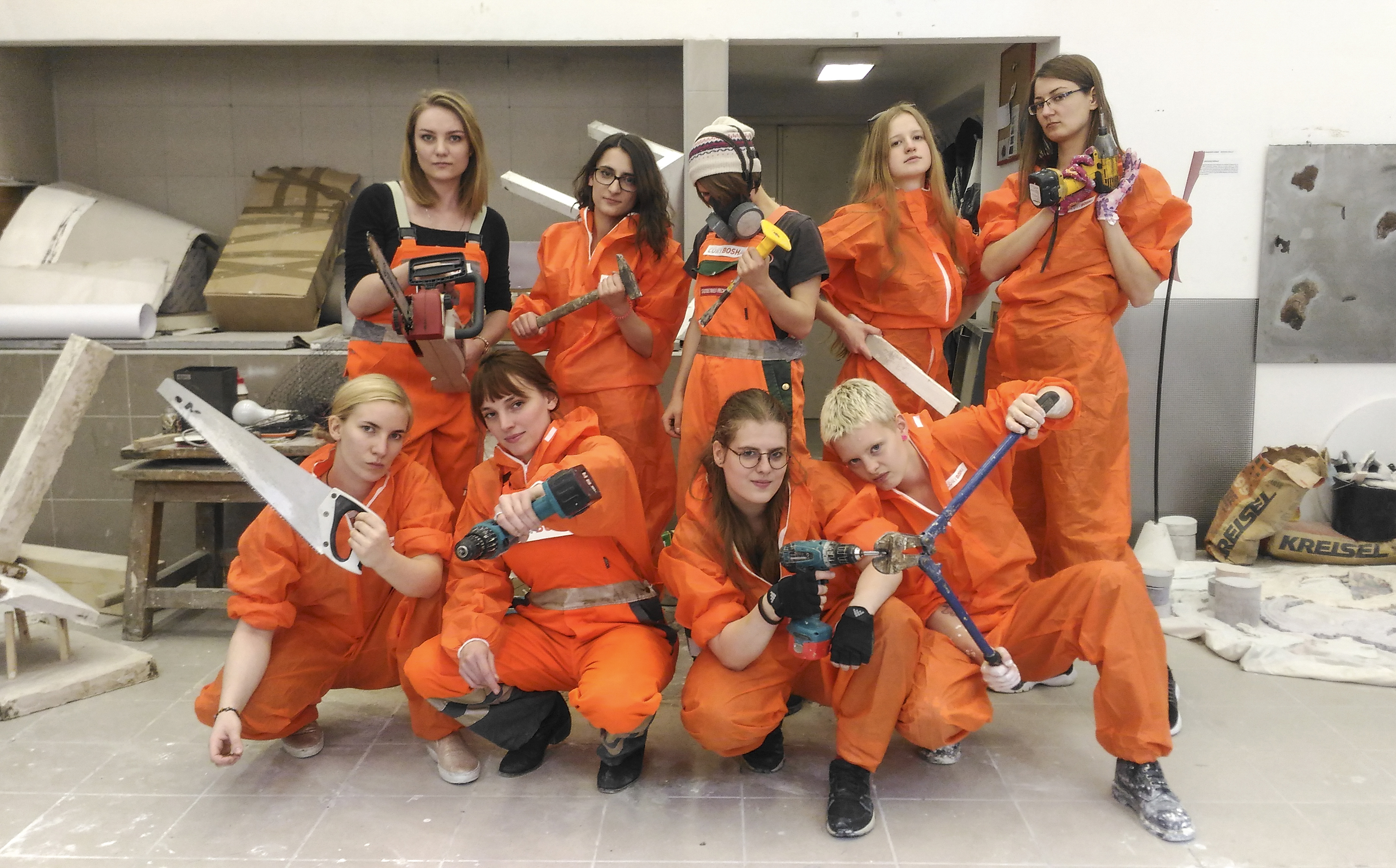
Studentki zespołu „Córybosha”.
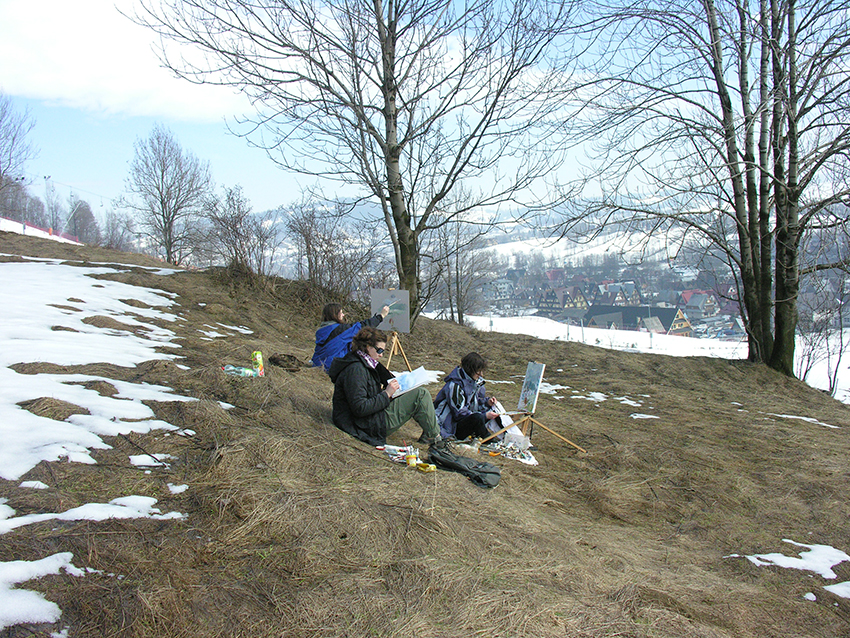
Plener pracowni rysunku na Harendzie w Zakopanem.
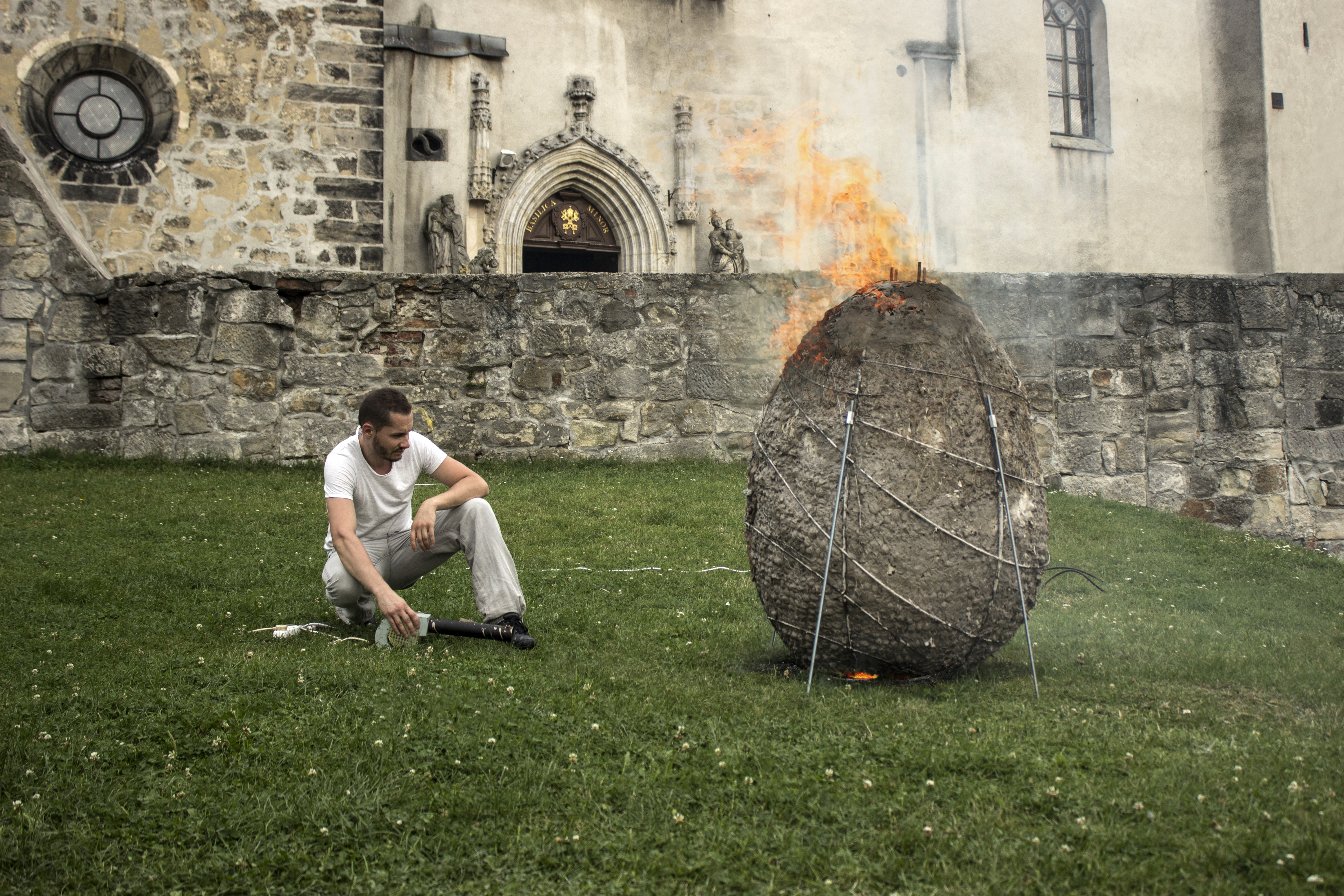
Publiczny wypał ceramiki w 2017, Bolesławiec.
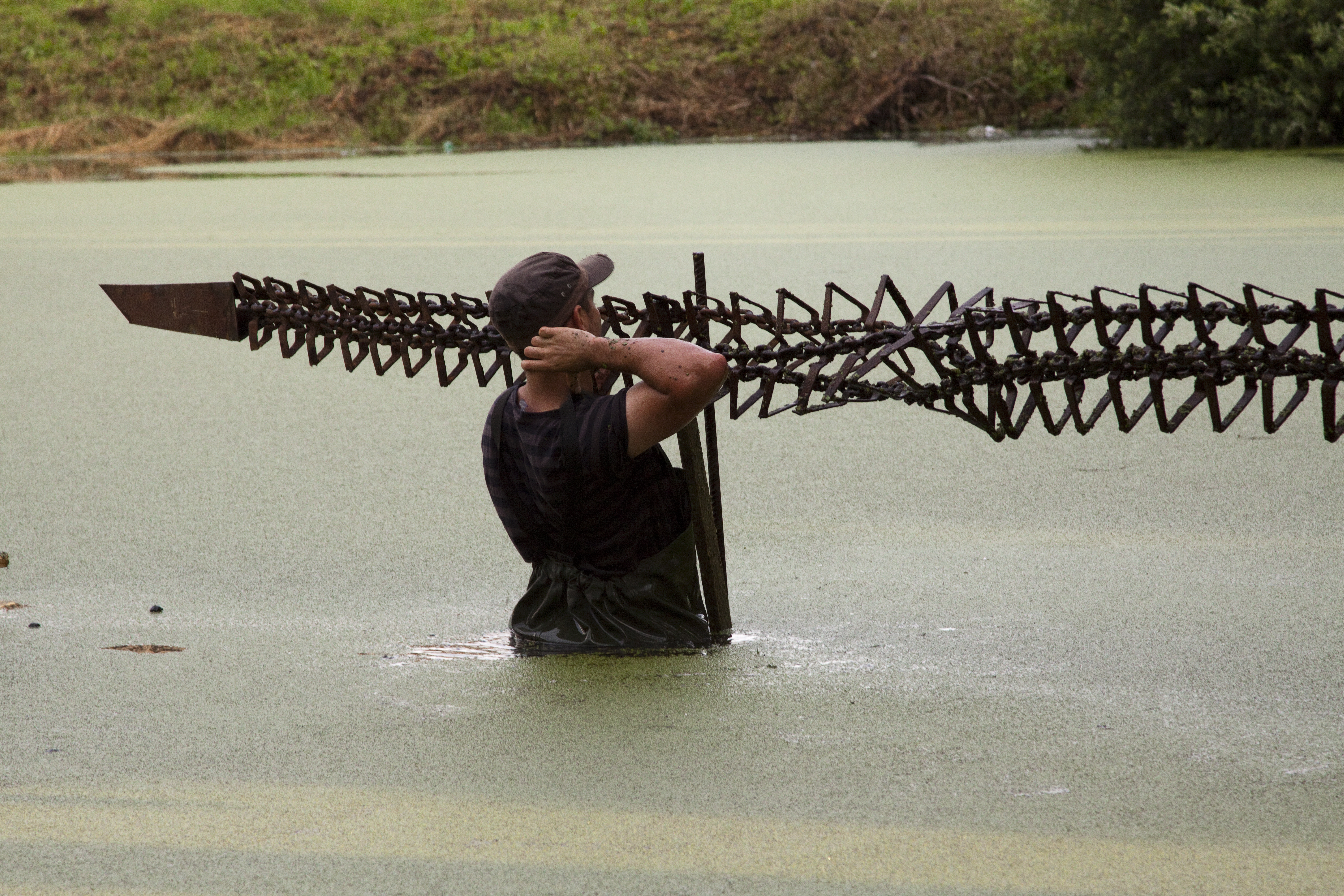
Plener w Rodowie, 2012.
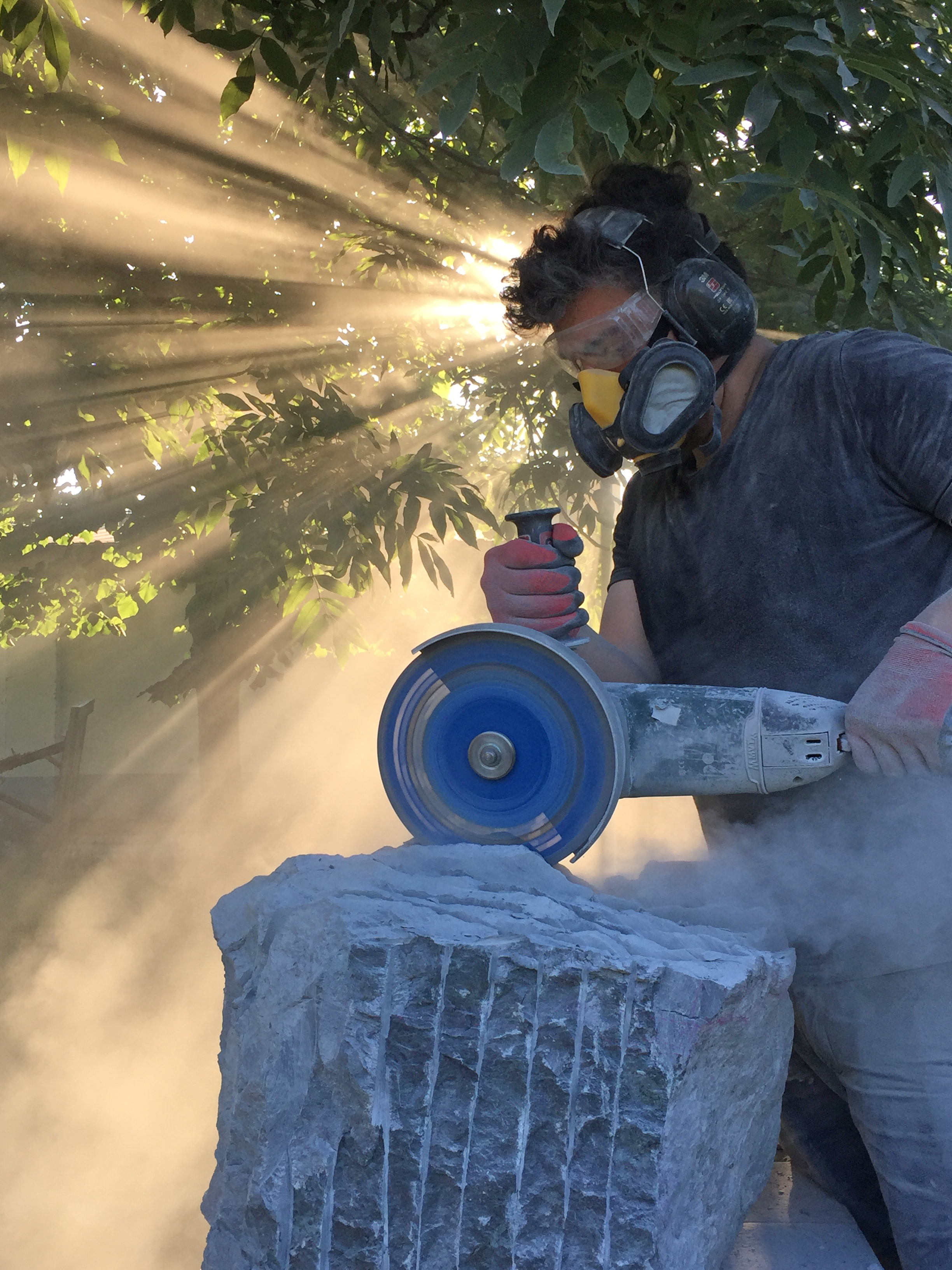
Plener w CRP w Orońsku.